# 하이마크 스타디움 (뉴욕)
하이마크 스타디움(Highmark Stadium)는 미국 뉴욕주 오차드 파크에 위치한 다목적 미식축구 경기장이다. NFL 버펄로 빌스가 홈 경기장으로 사용하고 있다.